# 검정교배
검정교배(영어: test cross)는 유전학에서 유전자형을 결정하기 위해 우성 표현형을 가진 유전자형을 모르는 생물체와 열성호모를 교배하는 것을 말한다. 검정교배를 통해 나온 자손의 표현형을 관찰하면 부모의 유전자형을 알 수 있다. 그레고어 멘델이 고안한 교배 방식이다.

## 참고 문헌
- 캠밸 생명과학9판 출판사 : (주)바이오사이언스출판 저자 : Jane B. Reece/대표역자:전상학 ISBN : 9788992709651[쪽 번호 필요]